# Kanevskaya
Kanevskaya (del ruso: Каневская) es una stanitsa, centro administrativo del raión de Kanevskaya del krai de Krasnodar, en el sur de Rusia. Está situada en la confluencia del río Chelbas y sus afluentes Sredni Chelbas y Sujói Chelbas, 114 km al noroeste de Krasnodar, la capital del krai. Tenía 44 386 habitantes en 2010
Es cabeza del municipio homónimo, al que pertenecen también Bursaki, Ordzhonikidze, Srédniye Chelbasy y Sujiye Chelbasy.
Es la segunda stanitsa más grande de Rusia, sólo superada por Ordzhonikídzevskaya en Ingusetia con 65.112. Con la stanitsa Starodereviankovskaya, del otro lado del Chelbas (orilla derecha) forma un conjunto de con 60.000 habitantes.

## Historia
La stanitsa fue fundada en 1794, como una de los primeros cuarenta asentamientos de los cosacos del Mar Negro (1 100 colonos). Fue nombrada por la localidad de Kániv en el Dniéper. Durante la Gran Guerra Patria fue ocupada por la Wehrmacht de la Alemania Nazi en agosto de 1942 y liberada por el Ejército Rojo de la Unión Soviética el de 5 de febrero de 1943.

## Demografía
| 1794  | 1849  | 1875  | 1897  | 1925   | 1989   | 2002   | 2010   |
| ----- | ----- | ----- | ----- | ------ | ------ | ------ | ------ |
| 1 100 | 3 500 | 4 900 | 9 400 | 15 600 | 36 100 | 44 755 | 44 386 |

### Composición étnica
De los 44 755 habitantes que tenía en 2002, el 92.1 % era de etnia rusa, el 2.4 % era de etnia ucraniana, el 1.7 % era de etnia armenia, el 0.5 % era de etnia bielorrusa, el 0.3 % era de etnia tártara, el 0.3 % era de etnia alemana, el 0.3 % era de etnia gitana, el 0.2 % era de etnia azerí, el 0.1 % era de etnia adigué, el 0.1 % era de etnia georgiana, el 0.1 % era de etnia turca y el 0.1 % era de etnia griega
Es el pueblo más grande de Rusia y Europa del Este .

## Clima
El clima es continental templado con inviernos suaves (media de enero -3.6 °C) y veranos moderadamente calurosos (29.3 °C en julio de media). El promedio anual de precipitación es de 500 mm, que caen principalmente en forma de lluvias a principios de verano.

## Cultura y lugares de interés
Cabe destacar de la localidad la Iglesia Sviato-Pokrovski (ortodoxa rusa, 1902), el Museo de Historia, el zoológico, la pista de patinaje (primera indoor del sur de Rusia, década de 1990), el estadio Olympus) y el palacio de los deportes.

## Economía y transporte
Por la localidad pasa la línea de ferrocarril Rostov-Krasnodar (varios trenes hacia Timashovsk y Starominskaya). Por la localidad pasa la carretera Krasnodar-Yeisk (R268).
Desde el 22 de agosto de 1979, en el pueblo hay una torre de radio con una altura de 336 metros, que es la más alta del sur de Rusia.

## Personalidades
- Vladímir Andréyev (1927-1996), Héroe de la Unión Soviética.
- Grigori Nesterenko, Héroe de la Unión Soviética.
- Yevgeny Tishchenko  - Campeón olímpico (2016), campeón mundial (2015) de boxeo de la primera categoría pesada.
- Kolykhalov Alexey Anatolyevich- poseedor del récord del Libro Guinness de los Récords, malabarista .
- Danilov Mikhail Alekseevich - poseedor del récord ruso de malabares